# Dire Wolf (música)
Dire Wolf é uma canção de Grateful Dead, lançada como a terceira faixa de seu álbum de 1970, Workingman's Dead. As letras foram escritas por Robert Hunter depois de assistir a uma adaptação cinematográfica de O Cão dos Baskervilles. A música, contendo elementos da música country e tradicional, foi composta por Jerry Garcia no mesmo dia. A música conta a história de um homem que joga cartas com um "lobo terrível" em uma noite fria de inverno em "Fennario"; as letras foram interpretadas de várias formas. A música tornou-se uma das canções principais das performances da Grateful Dead e foi tocada mais de duzentas vezes entre 1969 e 1995.

## Antecedentes e composição

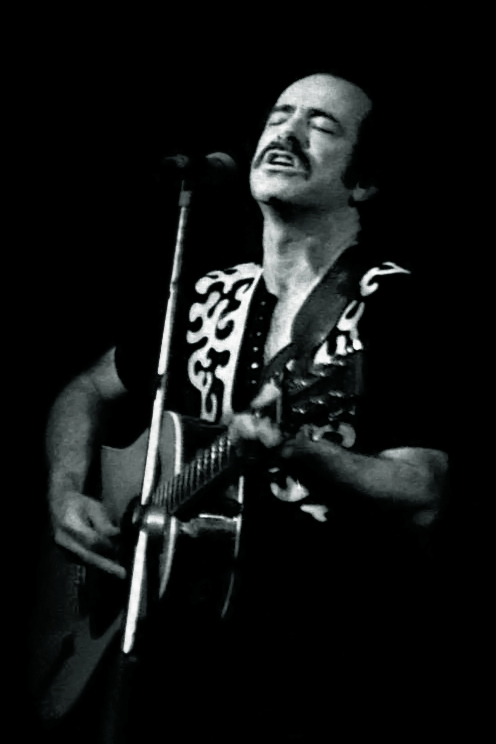
Robert Hunter se apresentando no início dos anos 80

Alguns meses antes do lançamento do álbum Aoxomoxoa, em 1969, o letrista da Grateful Dead, Robert Hunter, e sua então parceira Christie Bourne começaram a dividir uma casa com o guitarrista da banda Jerry Garcia, sua esposa e sua enteada. Viver nas proximidades deu um impulso à composição de suas canções colaborativas: Hunter e Garcia escreveram todas as músicas no Aoxomoxoa. Algum tempo depois, Hunter e Carolyn Garcia passaram uma noite assistindo a uma adaptação cinematográfica de O Cão dos Baskervilles. Segundo um historiador da Grateful Dead, Carolyn comentou mais tarde que o cão era um "lobo terrível". No entanto, de acordo com o próprio Hunter, conforme citado em Annotated Grateful Dead Lyrics, ele e Garcia estavam especulando sobre a identidade do cão na história, e tiveram a ideia de que poderia ter sido um lobo-pré-histórico (dire wolf). Hunter escreveu a letra na manhã seguinte, com base nas imagens que a frase conjurava para ele, e Garcia escreveu a música para elas mais tarde naquele dia.

## Letra e música
Dire Wolf é uma balada, com influências da música country e tradicional. Seu estilo foi descrito em uma crítica da AllMusic como "impressionista" e como sendo semelhante à escrita de Bob Dylan. A narrativa é "enganosamente simples": a história fala sobre um homem sentado para jantar em um frio dia de inverno em "Fennario", após o qual o ouvinte nunca mais o vê. O narrador, "um trabalhador", diz que acorda no meio da noite para encontrar um lobo terrível do lado de fora da janela. O lobo é convidado para um jogo de cartas e, apesar do frequente refrão "não me mate", ele finalmente "cobra o que lhe é devido".
O local chamado "Fennario" aparece na música tradicional "The Bonnie Lass o' Fyvie", incluindo na versão Grateful Dead da música. Refere-se a um local fictício; um amigo dos membros da banda comentou em uma entrevista que era o nome perfeito para um lugar genérico, porque era evocativo e tinha quatro sílabas. Em contraste, o escritor musical Buzz Poole especulou que o nome pode ser derivado de Fenrir, um lobo nórdico mítico que foi acorrentado pelos deuses. A frase "não me mate", repetida no refrão, foi uma referência de Garcia às suas experiências dirigindo pela área da baía de São Francisco na época em que o Assassino do Zodíaco estava ativo.
As letras foram interpretadas para sugerir que as dificuldades do homem foram auto-infligidas, talvez como resultado de um estilo de vida extravagante. Esse tema, se os humanos são vítimas de forças externas a eles ou criadores de seus próprios destinos, é recorrente na música da banda. Poole comenta que as letras intencionalmente remontam a um período anterior da história dos Estados Unidos e aos "riscos calculados do destino manifesto". O "uísque vermelho" se referia ao bourbon americano, enquanto o lobo terrível agora extinto também era exclusivamente das Américas. Segundo McNally, o lobo na letra simboliza o diabo, que, em sua "cosmologia pós-moderna e pós-cristã", eles convidaram para suas casas para um jogo de cartas e tentaram se divertir.

## Lançamento e performances
A gravação da música em estúdio foi lançada como o terceiro single do álbum Workingman's Dead, em maio de 1970. Sua primeira apresentação conhecida foi no California Hall de São Francisco, em 7 de junho de 1969. A música se tornou uma das canções principais das apresentações ao vivo da Grateful Dead; a versão elétrica da música era normalmente apresentada no primeiro set da banda. De acordo com o The Grateful Dead's 100 Essential Songs, Dire Wolf foi tocada 226 vezes entre 1969 e 1995, e foi tocada todos os anos, exceto em 1975. Sessenta e três dessas apresentações ocorreram nos dois primeiros anos após a música ter sido escrita. Nos anos posteriores, a versão acústica da música se tornou mais comum. A estrutura e o ritmo da música não mudaram muito ao longo dos anos. Foi cantado com mais frequência por Garcia, embora uma versão anterior tenha Bob Weir nos vocais, com Garcia tocando o pedal steel. Uma resenha da AllMusic desta versão elogiou o "doce" violão de Garcia como um "ótimo recurso" da música. Suas letras levaram a ser descrita como uma canção essencial da Grateful Dead pelos comentaristas.